# سیرک‌بازان زیر گنبد سیرک: سرگشته
سیرک‌بازان زیر گنبد سیرک: سرگشته (آلمانی: Die Artisten in der Zirkuskuppel: Ratlos) یک فیلم به کارگردانی الکساندر کلوگه است که در سال ۱۹۶۸ منتشر شد. این فیلم برندۀ شیر طلایی جشنوارۀ فیلم ونیز در سال ۱۹۶۸ شده‌ است.